# Hohe Tauern

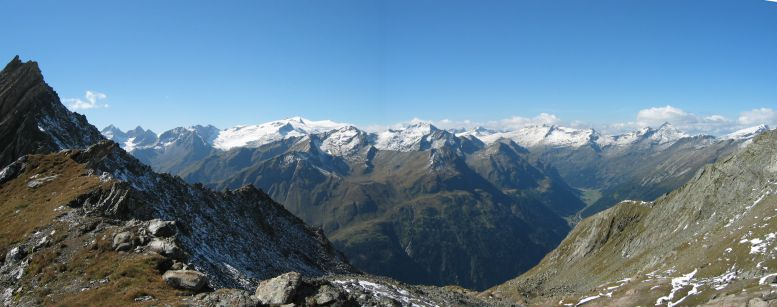
Het massief rond de Großvenediger in de Hohe Tauern

De Hohe Tauern (Italiaans: Alti Tauri) is een langgerekt bergmassief, midden in de Centrale Alpen in Oostenrijk. De Hohe Tauern is ongeveer 120 km lang van oost naar west, en 50 km breed van noord naar zuid. In de Hohe Tauern bevinden zich de hoogste bergen van Oostenrijk, en de oostelijkste toppen hoger dan 3000 m in de Alpen. Sinds 1981 zijn grote delen van het bergmassief (1836 km²) uitgeroepen tot nationaal park (Duits: Nationalpark Hohe Tauern).

## Naamgeving
"Tauern" betekent bergpas, de noord-zuid passen over de Tauern werden hoge bergpassen genoemd. In de Middeleeuwen ging de naam over op de bergen zelf.

## Geografische ligging
De Hohe Tauern ligt in de Oostenrijkse deelstaten Salzburg (in het noorden), Karinthië en (Ost) Tirol (beide in het zuiden). De zuidwestelijke rand van de Hohe Tauern ligt in de Italiaanse provincie Zuid-Tirol.
In het noorden wordt de Hohe Tauern begrensd door het dal van de Salzach, in het zuiden door het dal van de Drau. Aan de westrand bevinden zich het Krimmler Achental en het Ahrntal, in het oosten het Großarltal, de Murtörl, het Muhrtal en de Katschbergpas. De Hohe Tauern sluit in het oosten aan op de Niedere Tauern, in het westen op de Zillertaler Alpen.

### Submassieven
De Hohe Tauern wordt soms opgedeeld in een aantal massieven, van west naar oost:
- de Venedigergroep met daarin de Großvenediger (3666 m)
- de Granatspitzgroep (hoogste top: de Muntanitz, 3236 m)
- de Glocknergroep (met de Großglockner, 3798 m)
- de Goldberggroep (hoogste top de Hocharn, 3254 m)
- de Ankogelgroep (hoogste top de Hochalmspitze, 3360 m)

In het zuiden liggen daar nog de volgende groepen tegenaan:
- de Rieserfernergroep met de Hochall (3436 m)
- de Villgratengroep (Defereggengebergte) (hoogste top: Weisse Spitze, 2963 m)
- de Schobergroep (hoogste top Petzeck, 3283 m)
- de Kreuzeckgroep (hoogste top de Polinik, 2784 m)

In de Italiaanse SOIUSA-classificatie wordt de Schobergroep nog tot de Hohe Tauern gerekend, maar de andere zuidelijke massieven niet.
De Venedigergroep, ten westen van de Felbertauern, wordt soms de Westelijke Hohe Tauern genoemd. De Goldberggroep en Ankogelberggroep, ten oosten van de Grossglocknerpas, zijn dan de Oostelijke Hohe Tauern. Tussen beiden in bevinden zich de Centrale Hohe Tauern.

### Bergpassen
In de Hohe Tauern en de aansluitende Zillertaler Alpen zijn er zo goed als geen geasfalteerde passen die verkeer tussen noord en zuid mogelijk maken. De enige bergpas is de 2571 meter hoge Großglockner Hochalpenstraße. Naar het westen toe is een kruising van de Centrale Alpen pas mogelijk bij de Brennerpas (scheiding tussen de Centrale Alpen en de Rätische Alpen).
Met de Felbertauerntunnel werd in de jaren 60 van de twintigste eeuw een tunnel aangelegd doorheen deze bergen.

## Economie
De belangrijkste bron van inkomsten van de bewoners is, zoals overal in de Alpen, het toerisme, zowel 's winters als 's zomers.
In het midden van het massief (rond de Glocknergroep en de Schobergroep) ligt het Nationaal park Hohe Tauern, met 180.000 ha het grootste nationaal park in Oostenrijk.
Na instelling van het Nationaal park Hohe Tauern is het toerisme toegenomen. De meeste toeristen bezoeken het gebied voor bergklimmen of wandelen. Buiten het Nationaal park Hohe Tauern wordt ook geskied.
In sommige dalen zijn stuwdammen gebouwd om energie te winnen, zoals in het Maltatal.
Belangrijke verkeersverbindingen over de Hohe Tauern zijn de Felbertauerntunnel, de toeristische Großglockner-Hochalpenstraße, de Tauerntunnel (spoorweg) en de Katschbergtunnel.

## Geologie en landschap
De Hohe Tauern is gevormd door een grote koepelvormige structuur, die het Hohe Tauern-venster genoemd wordt. Dit is een erosief "gat" in de Austroalpiene nappes die het grootste deel van Oostenrijk beslaan, waardoor Penninisch gesteente omhoog steekt. Door het grote aantal verschillende nappes in het gebied worden veel verschillende gesteentes gevonden: van metamorfe gneisen en micaschisten en fyllieten en kwartsieten tot mesozoïsch kalksteen.
Door de verscheidenheid in lithologie kan de vorm van het landschap sterk variëren, van scherpe rotswanden tot grazige hoogvlaktes, zogeheten almen.
De sneeuwgrens ligt in de Hohe Tauern in de zomer rond de 2800 meter.
De dalen die vanaf de Hohe Tauern naar het noorden lopen zijn door gletsjers gevormde trogdalen met steile wanden en watervallen.